# Ceroprepes patriciella
Ceroprepes patriciella är en fjärilsart som beskrevs av Philipp Christoph Zeller 1867. Ceroprepes patriciella ingår i släktet Ceroprepes och familjen mott. Inga underarter finns listade i Catalogue of Life.